# Rötjärnen (Vika socken, Dalarna)
Rötjärnen är en sjö i Falu kommun i Dalarna och ingår i Dalälvens huvudavrinningsområde.